# Hundinge
Die Hundinge (altenglisch Hundingas, altnordisch Hundingar) sind ein Geschlecht, eine Sippe oder ein Stamm in der altnordischen und altenglischen Dichtung. Hundinge treten in verschiedenen literarischen Werken regelmäßig als Gegenspieler der Wülfinge (altnordisch Ylfingar) in Erscheinung. 

### Altenglische Texte
Hundinge (altenglisch Hundingas) werden im Epos Beowulf und im Preislied Widsith erwähnt. Letzteres nennt sie zunächst als Stamm, der von einem „Mearchealf“ regiert wird (Zeilen 20 bis 23):
Casere weold Creacum ond Cælic Finnum,

Hagena Holmrygum ond Heoden Glommum.

Witta weold Swæfum, Wada Hælsingum,

Meaca Myrgingum, Mearchealf Hundingum.

Þeodric weold Froncum, Þyle Rondingum.
Möglicherweise handelt es sich bei dem Namen ihres Herrschers um eine Verschreibung von „Mearcolf“. Ein zweites Mal kommen Hundingas in einer anderen Aufzählung des Widsith vor, übersetzt etwa „ich war […] bei Heiden, Helden und Hundingen“ (Zeilen 80 und 81):
mid Lidwicingum ic wæs ond mid Leonum ond mid Longbeardum,

mid hæðnum ond mid hæleþum ond mid Hundingum.
Andere altenglische Texte setzen healf-hundingas („Halb-Hundinge“) mit Kynokephalen (Hundsköpfigen) gleich.

### Lateinische und altnordische Texte
In den Gesta Danorum des Saxo Grammaticus (geschrieben um 1200) tötet ein dänischer König namens Helgo Hundingus, den König von Saxonia, und erobert damit Jütland von den Sachsen. 
In der Edda sind drei verschiedene Heldenlieder überliefert, die nach dem gemeinsamen Namen ihrer unterschiedlichen Protagonisten als Helgi-Lieder bekannt sind. In dem ersten Lied von Helgi dem Hundingstöter (Helgakviða Hundingsbana in fyrri) erschlägt der eponyme Held einen Gegner namens Hunding (altnordisch Hundingr). Die beiden anderen Lieder (Helgakviða Hundingsbana ǫnnur und Helgakviða Hjörvarðssonar) behandeln einen ähnlichen Konfliktstoff, es ist jedoch von einer mehrfachen Überarbeitung der ursprünglichen Sage auszugehen. In der Forschung wird angenommen, dass jedenfalls die Verbindung des Helgi Hundingstöter mit dem Geschlecht der Wälsungen (altnordisch Völsungar) eine spätere Vermischung von Wälsungen und Wülfingen darstellt.
Die Sturlaugs saga starfsama spielt teilweise in Hundingjaland, das nördlich von Bjarmaland im heutigen nordöstlichsten Russland am Weißen Meer liege. Die merkwürdigen Bewohner dieses Landes, genannt Hundingjar, bellen wie Hunde.

## Namensbedeutung
Das Eponym Hundingus leitet sich wahrscheinlich von einem Patronym zu „Hund“, also „Sohn eines Hundes“, ab. Die Bezeichnung als Hund wurde von den Germanen in vorchristlicher Zeit nicht als Beschimpfung aufgefasst, sondern stand im Gegenteil symbolisch für Kriegertum. Nach der Christianisierung wurde der Hund hingegen mit dem Heidentum assoziiert, sodass „heidnischer Hund“ als abwertende Bezeichnung für Heiden schimpfwort-tauglich wurde. Otto Höfler zeigte auf, dass der Hund als Eigenname und Wappensymbol aber auch bei längst romanisierten langobardischstämmigen Familien im 13. und 14. Jahrhundert – entgegen den späteren christlich geprägten Opportunitätsbefindlichkeiten – in hohem Ansehen stand. Ferner legte er anhand zahlreicher Beispiele – wie etwa dem von „Thore Hund“ – dar, dass der Hund aufgrund seiner Wehrhaftigkeit angesehen war und in vorchristlichen Zeiten, aber auch darüber hinaus, als ein vorteilhafter Namenspatron in Betracht kam.

## Identifizierung mit historischen Gruppen
Rudolf Much und andere Forscher seiner Zeit meinen, dass der Konfliktstoff um die Hundinge und Wülfinge ursprünglich im heutigen nordostdeutschen Raum angesiedelt war. Das Geschlecht der Wülfinge und somit des Helgi Hundingstöter sei mit den Glommas oder Lemoviern gleichzusetzen, deren Namen „Beller“ bedeute und welche etwa im heutigen Vorpommern zu verorten seien. Infolge des Abzuges dieser Gruppen und des Zuzugs der Wenden seien die Handlungsorte durch die späteren Saga-Bearbeiter nach Norwegen beziehungsweise Dänemark (Saxo Grammaticus) verlagert worden. Das benachbarte Svafaland in den Helgiliedern (vgl. Helgakviða Hjörvarðssonar) sei das Land der Semnonen, welche nach Tacitus als der wichtigste Stamm der Sueben anzusehen sind, und der Fesselhain, in dem Helgi Hundingstöter getötet wird, entspreche dem Semnonenhain. Die Langobarden, die in dieser Zeit an der Niederelbe ansässig waren, oder eine ihre Untergruppen seien mit den Hundingen gleichzusetzen. Hierfür spreche auch, dass sich der Name von Helgis Nebenbuhler Hödbrodd (altnordisch Hǫðbrodd) nach Sophus Bugge von den Heaðobeardan („Headobarden“) ableite, die sowohl im Beowulf als auch bei Saxo Grammaticus als Gegner der scyldingas bzw. Dänen Erwähnung finden und wiederum meist den Langobarden zugeordnet werden.
Kemp Malone versteht Hundingas als „apparently an old nickname of the Langobards, later confined to the part of the tribe settled in East Holstein“.
Für den Zusammenhang zwischen Langobarden und Hundingen spreche Much zufolge auch die durch Paulus Diaconus überlieferte Sage von dem späteren König Lamicho oder Lamissio. Nach dieser gebar eine Prostituierte (lat. meretrix) mit einem Mal sieben Kinder und warf diese in einen Fischteich, damit diese ertränken. Als König Hagelmund (lat. Agelmund) an diesem Teich vorbeikommt und mit dem Speer darin stochert, ergreift eines der Kinder den Speer und König Hagelmund, der dies für ein besonderes Zeichen ansieht, lässt das Kind retten und aufziehen. Später wird dieses ein großer Held und selbst König der Langobarden. Much führt an, die Erwähnung der Prostituierten stehe in Zusammenhang mit der Verwendung von Schimpfwörtern und die Vielzahl von Kindern, vielleicht auch das Ertränken im Teich, entstamme der Vorstellung von neugeborenen Hunden.  Bereits Jacob Grimm setzt die Sage um Lamissio in eine Reihe ähnlicher Sagen von Welpen, die ertränkt werden sollen, aber gerettet werden und später groß rauskommen. Obwohl Diaconus selbst anführt, dass der Name Lamissios sich von dem Teich ableite, aus dem er gezogen wurde und welcher in deren Sprache „Lama“ (nach Otto Abel zu übersetzen als „Lehm, Schlamm“) heiße, wurde der Name auch als „kleiner Beller“ gedeutet.
Während die Wülfinge in den Quellen mit Werwölfen assoziiert werden, findet sich bei Paulus Diaconus eine Stelle, die auf ähnliche Vorstellungen in Bezug auf Menschen in Hundegestalt hinzuweisen scheint. Diaconus interpretiert den von ihm zu vermittelnden Sagenstoff allerdings im Sinne der in der römischen Antike bekannten Fabelwesen der Kynokephale und stellt ihn primär als Kriegslist der Langobarden gegen die zahlenmäßig weit überlegenen Assipiter dar:

„Sie thaten, als hätten sie in ihrem Lager Kynokephaler, das heißt Menschen mit Hundsköpfen, und breiteten bei den Feinden aus, diese kämpfen mit großer Hartnäckigkeit, trinken Menschenblut und, wenn sie den Feind nicht in ihre Gewalt bekommen, ihr eigenes.“

Ähnliches, auf ein werwolf- oder berserker-artiges Wesen Hindeutendes, das statt Wolfs- oder Bären- vielmehr Hundegestalt aufweist, wird indessen von keinem anderen germanischen Volk berichtet. Hier sei ein totemistischer Zusammenhang zu vermuten, der auf den Gegensatz von Hundingen und Wülfingen zurückzuführen sei. Ferner sei es denkbar, dass Winniler, der ursprüngliche Name der Langobarden, als „wütende Hunde“ gedeutet werden könne; dieser Vermutung wird aber in der jüngeren Forschung entgegengetreten, welche dafür die Bedeutung „die Kämpfer“ annimmt.